# Prida sechellensis
Genre
Espèce
Synonymes
- Gamasomorpha sechellensis Benoit, 1979

Statut de conservation UICN

 EN B1ab(iii,v)+2ab(iii,v) : En danger
Prida sechellensis, unique représentant du genre Prida, est une espèce d'araignées aranéomorphes de la famille des Oonopidae.

## Distribution
Cette espèce est endémique des Seychelles. Elle se rencontre sur Mahé, Silhouette, Praslin et La Digue.

## Étymologie
Son nom d'espèce, composé de sechell[es] et du suffixe latin -ensis, « qui vit dans, qui habite », lui a été donné en référence au lieu de sa découverte, les Seychelles.

## Publications originales
- Benoit, 1979 : Contributions à l'étude de la faune terrestre des îles granitiques de l'archipel des Séchelles (Mission P.L.G. Benoit - J.J. Van Mol 1972). Oonopidae (Araneae). Revue de Zoologie Africaine, vol. 93, p. 185-222.
- Saaristo, 2001 : Dwarf hunting spiders or Oonopidae (Arachnida, Araneae) of the Seychelles. Insect Systematics & Evolution, vol. 32, no 3, p. 307-358.